# گران کاناریا
گرن کاناریا (انگلیسی: Gran Canaria) دومین جزیره پرجمعیت مجمع الجزایر قناری است. این جزیره با جمعیت ۸۳۸٬۳۹۷ نفر نزدیک به چهل درصد جمعیت مجمع الجزایر قناری را تشکیل می‌دهد.
این جزیره در اقیانوس اطلس واقع است و فاصله آن از شمال غربی آفریقا ۱۵۰ کیلومتر و فاصله آن از اروپا نزدیک به ۱۳۵۰ کیلومتر است. لاس پالماس مرکز گران کاناریا است. در سال ۱۴۹۲ کریستف کلمب در راه نخستین سفر خود به سوی قاره آمریکا در لاس پالماس لنگر انداخت.
لاس پالماس به‌طور مشترک با سانتا کروز د تنریف، مرکز جامعه خودمختار جزایر قناری محسوب می‌شود.

## تقسیمات

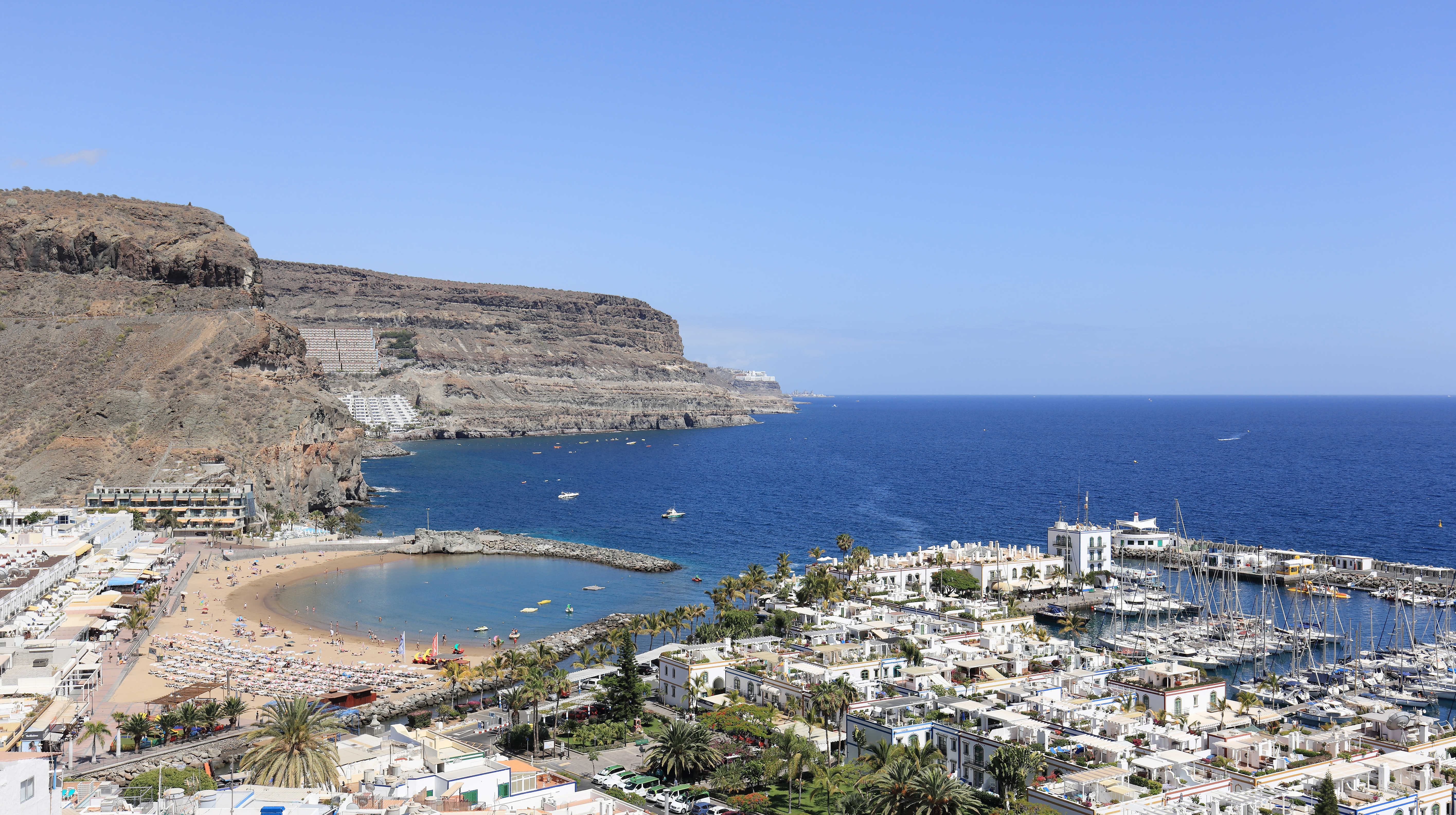
تصویری از پورتو دو موگان در گران کاناریا.

گران کاناریا دارای ۲۱ شهرستان به شرح زیر است:
| - Agaete - Agüimes - Artenara - Arucas - Firgas - Gáldar - Ingenio | - لاس پالماس - Mogán - Moya - San Bartolomé de Tirajana - San Nicolás de Tolentino - Sta. Brígida - Sta. Lucía de Tirajana | - Santa María de Guía - تهدا - Telde - Teror - Valleseco - Valsequillo - Vega de San Mateo |

## گردشگری
شمار گردشگران به ۲٬۲۰۰٬۰۰۰ نفر در سال می‌رسد که بیشتر آن‌ها از بخش جنوبی جزیره بازدید می‌کنند. بخش شمالی جزیره سردتر بوده و بخش جنوبی آن گرم تر و آفتابی تر است.